# جيروم أندرسون (كرة سلة)
جيروم أندرسون (بالإنجليزية: Jerome Anderson) مواليد 09 أكتوبر 1953 في مولنس - الوفاة 01 أغسطس 2009، كان مدرب كرة سلة أمريكي ولاعب. بدأ مسيرته الاحترافية في سنة 1975. تم اختياره من قبل فريق بوسطن سيلتكس خلال الدرافت. بلغ طوله 6 قدم 5 بوصة (2.0 م). اعتزل اللعب في 1978. لعب مع بوسطن سيلتكس وانديانا بايسرز.

## روابط خارجية
- جيروم أندرسون على موقع إن بي أي (الإنجليزية)
- جيروم أندرسون على موقع سبورتس رفرنس (الإنجليزية)
- جيروم أندرسون على موقع كلية كرة السلة في سبورتس رفرنس.كوم (الإنجليزية)
- جيروم أندرسون على موقع ريلجم (الإنجليزية)
- جيروم أندرسون على موقع بروبوليرز (الإنجليزية)